# والتهامستو سينترال (محطة مترو أنفاق لندن)
والتهامستو سينترال (بالإنجليزية: Walthamstow Central)‏ هي إحدى محطات مترو أنفاق لندن. تقع على خط فيكتوريا أفتتحت في المنطقة (Zone) رقم 3 أفتتحت في 26 أبريل 1870، 1 سبتمبر 1968.

## معرض صور

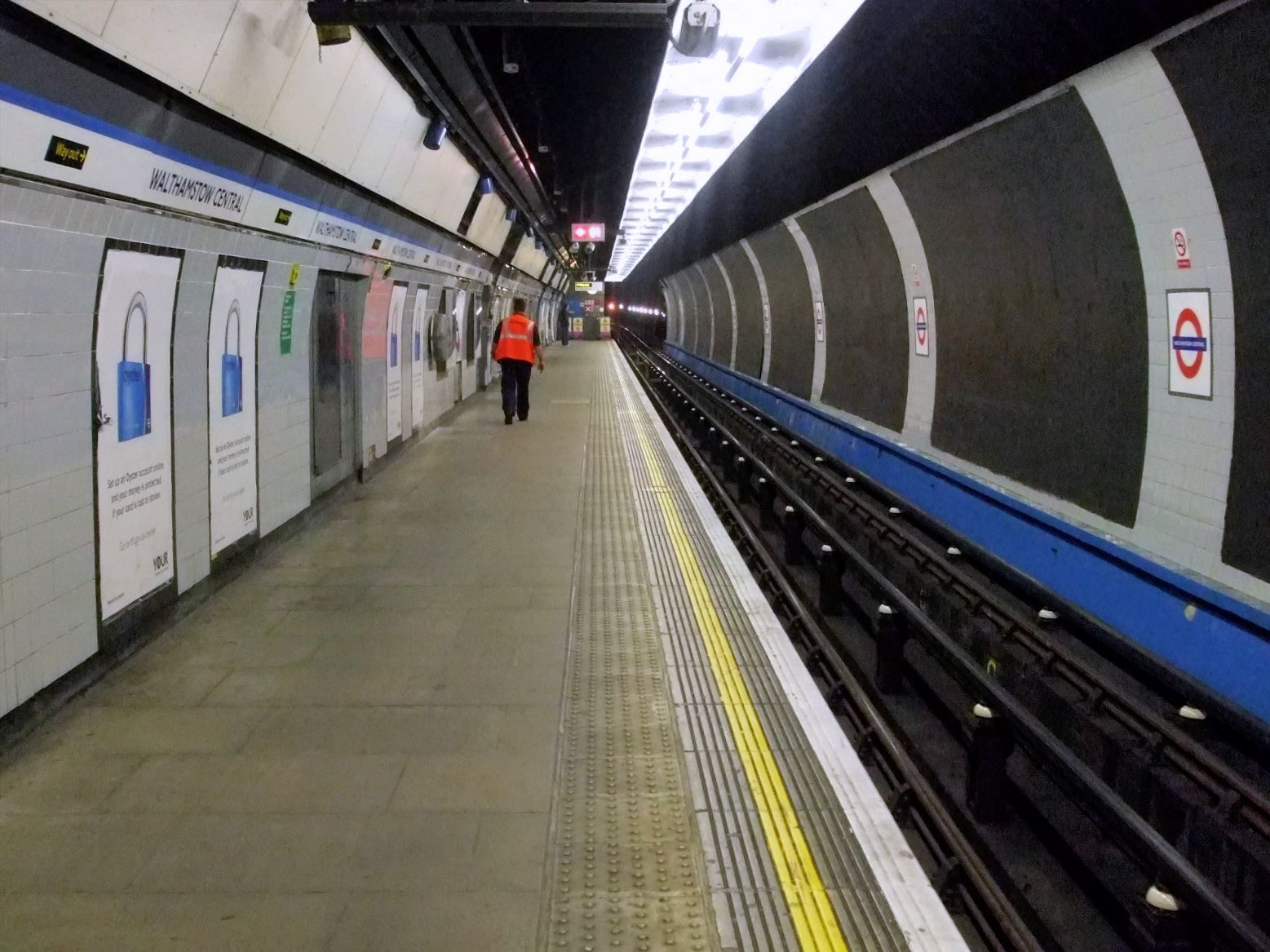
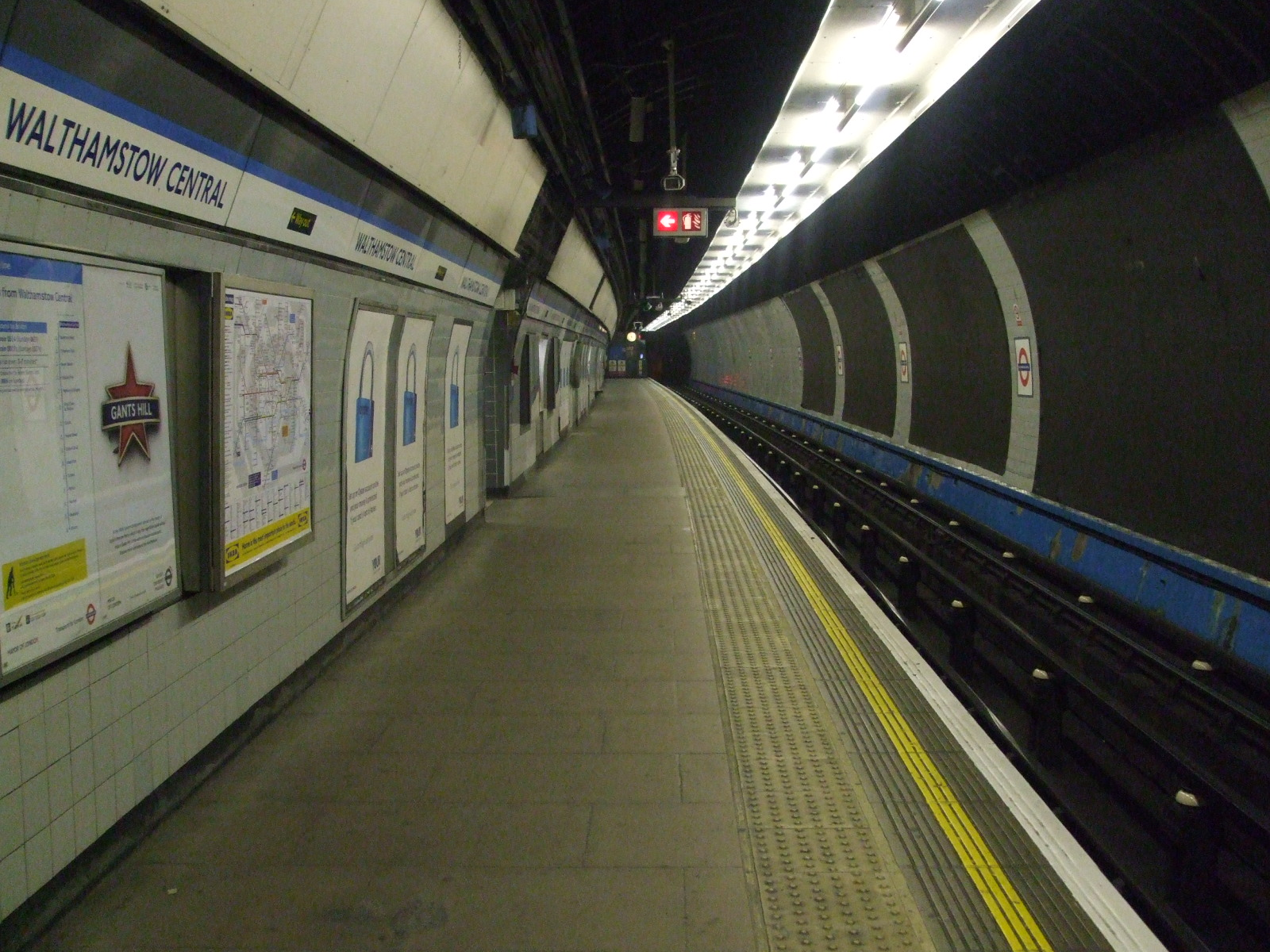
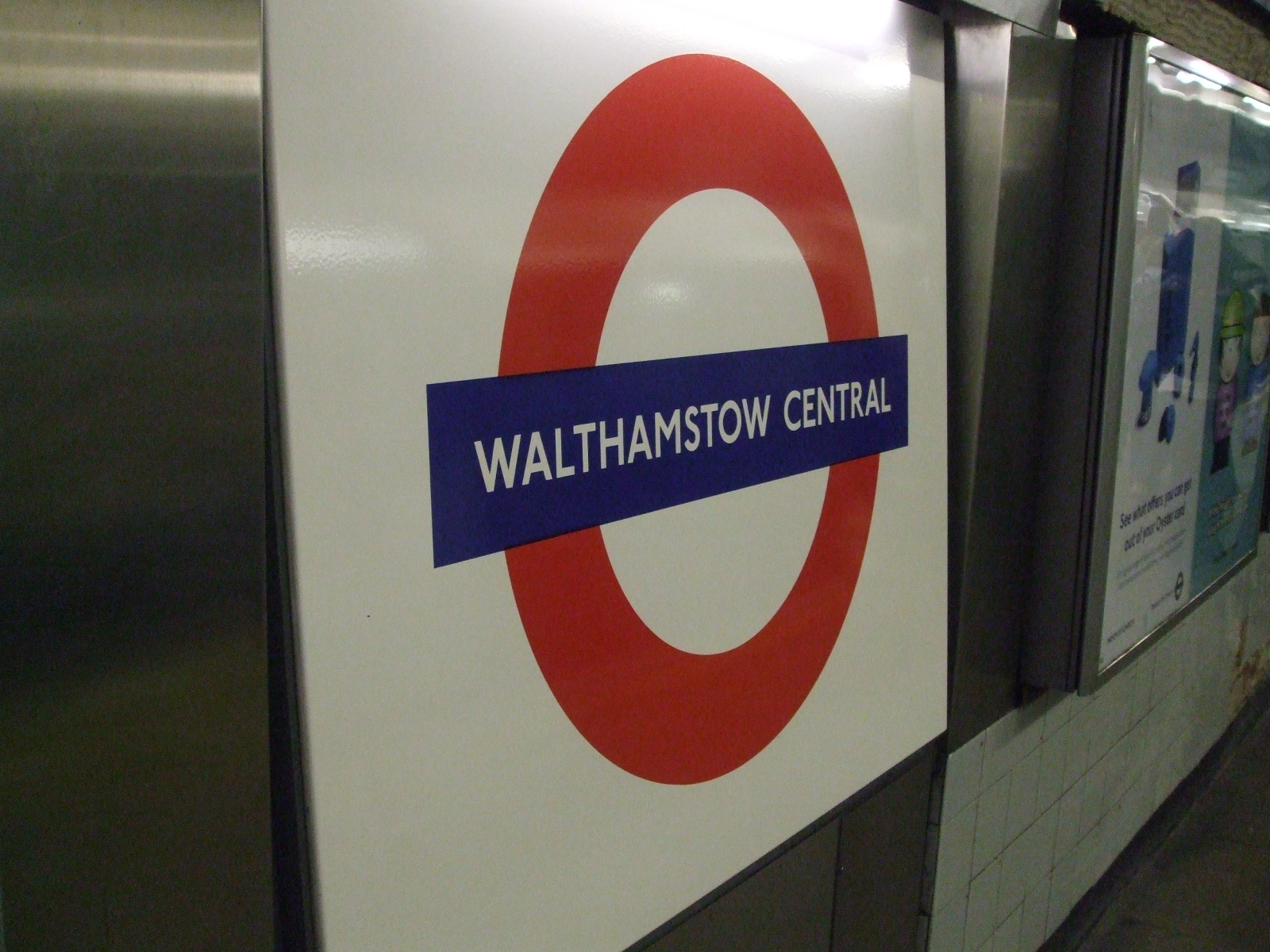